# ホニアラ
ホニアラ（英語: Honiara）は、ソロモン諸島の首都である。ガダルカナル島北部に位置している。行政上はガダルカナル州から独立した特別市ではあるが、ガダルカナル州の州都を兼ねている。2019年国勢調査によると市域の人口は130,176人、都市圏の人口は158,571人であった。
ホニアラは実際は誤って付けられた名称である。やって来たイギリス人たちは、北部ガダルカナルの言語での旧来の地域名「Nagoniara」を発音することが困難であった。「Nagoniara」は、『風の前面』を意味する。

## 歴史
- 第二次世界大戦前までは、ツラギ島が首都であった。
- 1983年7月、首都地域（Capital Territory）としてガダルカナル州から分離する[3]。
- 1995年5月26日、首都地域が廃止されガダルカナル州へ編入される。ただしホニアラ市は州から独立した特別市として存続する[3]。
- 2021年11月24日、市内でマナセ・ソガバレ首相の退陣を求めるデモが発生。首都ホニアラに外出禁止令を発出した。デモは翌25日にも発生して暴動に発展した[5]。
- 2022年8月8日 - ガダルカナルの戦いから80年を迎え、ホニアラ郊外で日本政府主催の慰霊式が行われた。日本からは鬼木誠防衛副大臣が、アメリカからはウェンディー・シャーマン国務副長官、キャロライン・ケネディ駐オーストラリア大使らが参列した[6]。

## 地理と気候
ホニアラはガダルカナル島の北海岸に位置し、ポイント・クルスに港を有している。
気候は熱帯性で、日中の平均気温は約28℃、水温は26～29℃である。顕著な雨季は11月から4月の間である。年間平均降水量は約2,000mmで、ソロモン諸島全体の平均である3,000mmよりいくぶん少なめである。
| Honiaraの気候          | Honiaraの気候 | Honiaraの気候 | Honiaraの気候 | Honiaraの気候 | Honiaraの気候 | Honiaraの気候 | Honiaraの気候 | Honiaraの気候 | Honiaraの気候 | Honiaraの気候 | Honiaraの気候 | Honiaraの気候 | Honiaraの気候 |
| 月                     | 1月           | 2月           | 3月           | 4月           | 5月           | 6月           | 7月           | 8月           | 9月           | 10月          | 11月          | 12月          | 年            |
| ---------------------- | ------------- | ------------- | ------------- | ------------- | ------------- | ------------- | ------------- | ------------- | ------------- | ------------- | ------------- | ------------- | ------------- |
| 平均最高気温 °C （°F） | 31 (87)       | 31 (87)       | 30 (86)       | 31 (87)       | 31 (87)       | 31 (87)       | 30 (86)       | 31 (87)       | 31 (87)       | 31 (87)       | 31 (87)       | 31 (87)       | 30.8 (86.8)   |
| 平均最低気温 °C （°F） | 23 (73)       | 23 (73)       | 23 (73)       | 23 (73)       | 23 (73)       | 22 (72)       | 22 (72)       | 22 (72)       | 22 (72)       | 23 (73)       | 23 (73)       | 23 (73)       | 22.7 (72.7)   |
| 降水量 mm （inch）     | 274 (10.8)    | 282 (11.1)    | 358 (14.1)    | 231 (9.1)     | 130 (5.1)     | 99 (3.9)      | 99 (3.9)      | 91 (3.6)      | 94 (3.7)      | 150 (5.9)     | 137 (5.4)     | 226 (8.9)     | 2,171 (85.5)  |
| 出典：Weatherbase      |               |               |               |               |               |               |               |               |               |               |               |               |               |

## 経済と産業
街から10km離れた場所にホニアラ国際空港がある。産業としてはいくつかの飲料、クッキー工場がある。主要な輸出品は材木、ココナツ、コプラ及び魚である。最も重要な貿易相手国はマレーシア、日本、台湾である。

## 観光

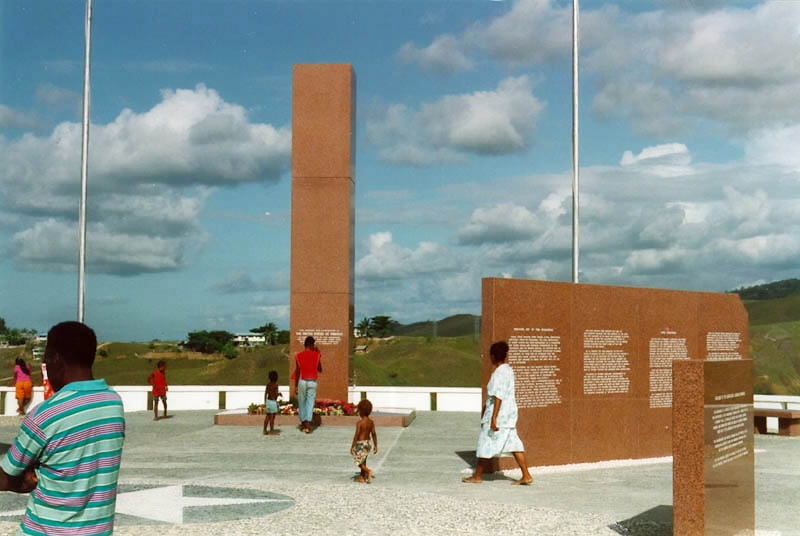
ガダルカナル島の戦いの記念碑

ホニアラはソロモン諸島のツーリズムの拠点である。国の観光事務所である「ソロモン諸島ビジタービュロー (The Solomon Islands Visitors Bureau)」は、ホニアラの主要通りである、メンダナ通りに位置している。ホニアラから様々な州に向かうフェリーが出航する港がある。

## 交通
ホニアラ国際空港にはブリスベン、ナンディ、ポートモレスビーからの国際直行便が乗り入れている。